# Лапрі
Лапрі (рос. Лапри) — селище у Тиндинському районі Амурської області Російської Федерації. Розташоване на території українського історичного та етнічного краю Зелений Клин.
Входить до складу муніципального утворення Моготська сільрада. Населення становить 6 осіб (2018).
Населений пункт, як і загалом увесь Тиндинський район, прирівняний до регіонів Крайньої півночі Росії.

## Історія
З 1934 року село ввійшло до складу новоутвореної Зейської області. У 1937-1948 роках село належало до Читинської області. Відтак, 2 серпня 1948 року ввійшло до складу Амурської області.
З 1 січня 2006 року входить до складу муніципального утворення Моготська сільрада.